# Маленьке життя (фільм)
«Мале́ньке життя́» — український художній фільм, 2008 року. Екранізація однойменного оповідання Олександра Жовни. Спочатку фільм задумувався короткометражним із хронометражом у 30 хвилин, але через велику кількість відзнятого матеріалу його вирішили зробити повнометражним. Фільм став режисерським дебютом письменника та сценариста Олександра Жовни та четвертим фільмом, знятим за його твором.
Фільм розповідає історію хлопчика-сироти у часи Голодомору 1932—1933 років.
Українська прем'єра фільму відбулася 23 жовтня 2008 у рамках 38-го міжнародного кінофестивалю «Молодість».

## Сюжет
Фільм розповідає про долю маленького хлопчика Пилипка. Голодної зими 1932—1933 років помирає його мати. Хлопчика забирає до себе дядько, але Пилипко тікає з його будинку на пошуки матері. В лісі він заблукав і ледь не замерз. Від смерті дитину рятують два ченці і забирають його до себе в монастир. Там він вчиться писати ікони і виявляється дуже здібним художником. Згодом в монастир приїжджає француз. Його юна дочка дуже хвора, і хлопчик щиро бажає її одуження. Дізнавшись, що для цього потрібно молитися Святому Пантелеймону, Пилипко вирішує намалювати його ікону і допомогти дівчинці.

## Виробництво
Олександр Жовна написав сценарій до фільму та виступив режисером картини. Він також зіграв у ньому одну з ролей і виконував під час зйомок роботу художника, вантажника, освітлювача.

### Кошторис
Бюджет фільму складає приблизно 600 тис. гривень.

### Зйомки
Зйомки фільму проходили на батьківщині режисера в Новомиргороді Кіровоградської області.

### Саундтрек
У фільмі використана музика композиторів Бенедито Марчелло, Сергія Ляпунова, Антоніна Дворжака, Йогана Баха.

## Реліз

### Участь у кінофестивалях
Стрічка брала участь у 38-му міжнародному кінофестивалі «Молодість» (Україна), київському VI-ому кінофестивалі православного кіно «Покров-2008» (Україна) та московському фестивалі «Встрєча-2008» (Росія). На кінофестивалі «Покров» стрічка зайняла III місце.

### Благодійні покази
20 листопада 2008 року відбулася благодійна презентація фільму в Будинку кіно у Києві в рамках соціального проекту «Народний кінозал» групи компаній «Фокстрот».

## Рецензії кінокритиків
За твердженням кінокритика журналу «Український тиждень», глядачі дуже стримано зустріли стрічку під-час її прем'єри на 38-му кінофестивалі «Молодість» й «стрічка побила всі рекорди зі швидкісної втечі глядачів. І не тому, що там немає „сперми і крові“, як переконував режисер, а через притаманну багатьом вітчизняним кінотворам млявість і сентименталізм радянського штибу». За словами кінокритика видання «Україна молода» фільм «вийшов скупим і затягнутим», а під-час презентації фільму на Молодості різка критика на фільм звучала як від глядачів, так і від експертів і зокрема кінокритик Юрій Макаров відгукнувся про фільм тезою "«Це ганебна робота. Режисер використав кіно як майданчик для самоствердження».